# San Agustín de las Juntas
San Agustín de las Juntas è un comune del Messico, situato nello stato di Oaxaca.